# 회색관코박쥐
회색관코박쥐(Murina feae)는 애기박쥐과에 속하는 박쥐의 일종이다. 동아시아에 널리 분포한다.

## 어원
종소명은 미얀마 비아포에서 정기준표본을 수집한 탐험가 페아(Leonardo Fea)의 이름에서 유래했으며, 현재 이 표본은 제노바 시립 자연사박물관에 소장되어 있다.

## 특징
작은 크기의 박쥐로 머리부터 몸까지 몸길이는 35~48mm, 전완장은 27.5~36mm, 꼬리 길이는 35.8mm, 발 길이는 7.9mm이다. 귀 길이는 12~15mm이고 몸무게는 최대 6.4g이다.